# Kaup–Kupershmidts ekvation
Inom matematiken är Kaup–Kupershmidts ekvation (uppkallad efter David J. Kaup och Boris Abram Kupershmidt) en olinjär partiell differentialekvation av femte ordningen. Ekvationen är
{\displaystyle u_{t}=u_{xxxxx}+10u_{xxx}u+25u_{xx}u_{x}+20u^{2}u_{x}={\frac {1}{6}}(6u_{xxxx}+60uu_{xx}+45u_{x}^{2}+40u^{3})_{x}.}

### Allmänna källor
- Das, Ashok; Popowicz, Ziemowit (2005). ”A nonlinearly dispersive fifth order integrable equation and its hierarchy” (PDF). Journal of Nonlinear Mathematical Physics 12 (1):  sid. 105–117. doi:10.2991/jnmp.2005.12.1.9. http://www.sm.luth.se/~norbert/home_journal/electronic/121art5.pdf.